# Поганий день у Блек Році
«Поганий день у Блек Році» (англ. Bad Day at Black Rock) — американська кримінальна драма 1955 року режисера Джона Стерджеса. Екранізація оповідання «Погані часи в Гонді» (Bad Time at Honda) Говарда Бресліна, опублікованого в «Американському журналі» (The American Magazine) у січні 1947 року.
У 2018 році фільм «Поганий день у Блек Році» був обраний Бібліотекою Конгресу США для зберігання в Національному реєстрі фільмів як «культурно, історично та естетично значимий».

## Сюжет
Однорукий чоловік Макріді (Спенсер Трейсі) приїжджає в маленьке сонне пустельне містечко Блек Рок, що перекладається як Чорна Скеля. Спочатку він не розповідає жителям про причину свого візиту. Однак, коли вони довідуються, що Макріді шукає колишнього японсько-американського мешканця Блек Року на ім'я Комоко, у нього з'являються проблеми.

## Ролі виконують
- Спенсер Трейсі — Джон Дж. Макріді
- Роберт Райан[en] — Ріно Сміт
- Енн Френсіс — Ліз Верт
- Дін Джаггер — шериф Тім Горн
- Волтер Бреннан — Док Велі
- Ернест Боргнайн — Колі Трімбл
- Лі Марвін — Гектор Девід
- Джон Еріксон[en] — Піт Верт

## Навколо фільму
- Фільмування почалося в липні 1954 року зі сцени, в якій потяг прибуває на станцію і мчить до глядачів, але було б смертельно небезпечно спробувати маневр гелікоптера на шляху швидкого локомотива. Тому пілот-каскадер запропонував ідеальне рішення: пустити поїзд задом наперед і пролетіти на вертольоті над локомотивом, що відступає, а потім на екрані спроектувати відзнятий матеріал у зворотному напрямку.
- Доре Шарі вирішив створити фільм без музики, а використовував лише звуки навколишнього середовища — куранти годинника, вітер у прерії тощо. Дор Шарі описав це видіння у своїй автобіографії: «Спочатку тиха цятка станції в самому серці пустелі. Дме вітер, виття койота, далекий гудок дизельного двигуна, потім гуркіт потяга. Музичний відділ мене ненавидів».

## Нагороди
- 1955 Премія Каннського кінофестивалю (Франція):
  - Срібна премія за найкращу чоловічу роль — Спенсер Трейсі.[4][5]
- 1955 Премія Національної ради кінокритиків США:
  - Найкращі десять фільмів[en] — N 4.
- 2003 Премія Спілки кінокритиків Бостона:
  - Winner Special Commendation
- 2018 Національна рада США зі збереження фільмів[en] внесла кінострічку до Національного реєстру фільмів США